# María Eizmendi
María Eizmendi Pérez (San Sebastián, 14 de febrero de 1972) es una piragüista de eslalon española.

## Trayectoria
Compitió a nivel internacional entre 1988 y 2000 en tres Juegos Olímpicos de Verano y su mejor resultado fue el 14.º puesto en la prueba de K1 (1992, 2000).

## Podios individuales en la Copa del Mundo
| Temporada | Fecha                    | Lugar de eventos | Posición | Evento |
| --------- | ------------------------ | ---------------- | -------- | ------ |
| 1998      | 13 de septiembre de 1998 | La Seu d'Urgell  | 2.º      | K1     |